# Maebaru
Maebaru (jap. 前原市 Maebaru-shi) – dawne miasto w Japonii, w prefekturze Fukuoka, na wyspie Kiusiu.

Maebaru przed rozwiązaniem

1 kwietnia 1889 roku, w powiecie Shima, powstała wioska Maebaru. 1 kwietnia 1896 roku wioska stała się częścią powiatu Itoshima, a 15 września 1901 roku zdobyła status miasteczka (町). 1 kwietnia 1931 roku miejscowość Maebaru powiększyła się o teren wiosek Raizan i Nagaito, 1 kwietnia 1955 roku – o teren wsi Ito, a 1 stycznia 1955 roku – o teren wiosek Raizan i Nagaito. 1 października 1992 roku Maebaru zdobyło status miasta (市). 1 stycznia 2010 roku Maebaru, razem z miasteczkami Shima i Nijō połączyło się tworząc miasto Itoshima.